# Anita Martínez
Anita Martinez (sinh năm 1975) là một nữ diễn viên, diễn viên hài, vũ công và người dẫn chương trình truyền hình Argentina.

## Tiểu sử
Martínez bắt đầu sự nghiệp học múa cổ điển. Sau đó, cô quyết định theo học tại nhà hát âm nhạc, sau đó cô nhận được công việc đầu tiên của mình trên truyền hình, đã được chọn sau buổi thử giọng cho mạng thể thao TyCSports. Sau khi làm việc trong nhiều công việc, một nhà sản xuất đã thuyết phục cô học diễn xuất.
Kết thúc năm 1996 giới thiệu chương trình thanh thiếu niên Todo bien, bên cạnh Marcelo Mingochea của El Trece.
Năm 2001, Martínez lãnh đạo bộ phim hài Worth, cùng với Fabian Gianola. Năm sau anh ra mắt trong nhà hát với bộ đồ ngủ công việc, tiếp tục cho đến năm 1999. Mùa giải 2000 được đánh dấu sao trong chương trình đã ly dị. Giữa năm 2004 và 2005, anh đã tham gia vào loạt phim hài Los Felipe. Trong các bộ phim tham gia vào Apasionados và El cine de Mailte. Trong nhiều năm đã làm cho quảng cáo của nhà vệ sinh khử mùi Harpic.
Năm 2007, cô thi đấu trong cuộc thi thực tế khiêu vũ Patinando por un sueño, được phát sóng trên chương trình thực tế Showmatch, và lọt vào chung kết ới Ximena Capristo, đứng thứ hai trong cuộc thi. Cô được gọi sau khi Cecilia Oviedo từ chức bị thương nặng trong khi tập luyện hai tuần trong cuộc thi.
Năm 2008, Martinez đã tham gia vở kịch "Planeta show", với diễn viên hài nổi tiếng Jorge Guinzburg.
Vào năm 2013, Martinez biểu diễn solo của cô trong vở kịch "De Vuelta al Barrio".Truyền hình thực tế
Trong năm 2014, Martinez đã được đặc trưng trong bộ phim Socios por tai nạn. Cô cũng là một phần của truyền hình thực tế Bailando 2014, được truyền tải trên chương trình thực tế Showmatch, cùng với diễn viên hài Marcos "Bicho" Gómez, đã trở thành ứng cử viên thành công với 59,42% công chúng biểu quyết.